# Codevilla
Codevilla (lombardul: Cudvila) település Olaszországban, Lombardia régióban, Pavia megyében. Lakosainak száma 919 fő (2023. január 1.). Codevilla Montebello della Battaglia, Retorbido, Torrazza Coste és Voghera községekkel határos.

## Népesség
A település lakossága az elmúlt években az alábbi módon változott:
| Lakosok száma | 996  | 994  | 919  |
|               | 2017 | 2018 | 2023 |